# Holly Hale
Holly Hale (Swansea, 28 novembre 1990) è una modella britannica, eletta Miss Universo Gran Bretagna 2012 e rappresentante della propria nazione alla sessantunesima edizione di Miss Universo.

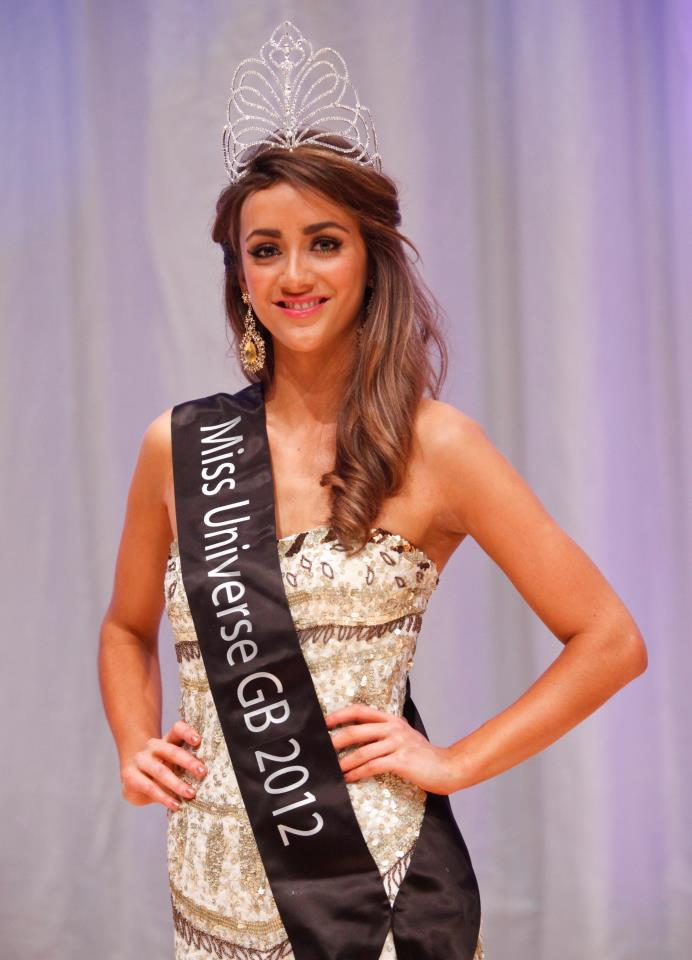
Holly Hale nel 2012

È la seconda concorrente gallese consecutiva ad ottenere il diritto di partecipare al concorso internazionale in veste di rappresentante dell'intera Gran Bretagna, dopo Chloe-Beth Morgan.
Holly Hale, che al momento dell'incoronazione, era una studentessa di psicologia presso l'università di Cardiff è stata scelta durante un evento tenuto presso il Town Hall di Birmingham il 4 maggio 2012.